# Everything's Archie (álbum)
Everything's Archie é o segundo álbum de estúdio lançado pelo The Archies, uma banda pop fictícia do universo de Archie Comics. O single "Sugar, Sugar" alcançou o número um na tabela da Billboard Hot 100 vendendo mais de seis milhões de cópias e foi certificado com um disco de ouro. O single foi classificado como a música número um do ano em 1969, segundo a Billboard. O álbum foi reeditado na RCA Records e, em 2012, pelo Essential Media Group. Everything's Archie atingiu o número 66 na parada de álbuns da Billboard 200.

## Lista de músicas
| Lado A |                                         |         |  |
| N.º    | Título                                  | Duração |  |
| 1.     | "Feelin' So Good (S.K.O.O.B.Y.-D.O.O.)" | 3:08    |  |
| 2.     | "Melody Hill"                           | 2:27    |  |
| 3.     | "Rock & Roll Music"                     | 2:34    |  |
| 4.     | "Kissin'"                               | 2:27    |  |
| 5.     | "Don't Touch My Guitar"                 | 2:16    |  |
| 6.     | "Circle of Blue"                        | 2:17    |  |

| Lado B |                                  |         |  |
| N.º    | Título                           | Duração |  |
| 1.     | "Sugar, Sugar"                   | 2:48    |  |
| 2.     | "You Little Angel, You"          | 2:48    |  |
| 3.     | "Bicycles, Rollerskates and You" | 2:34    |  |
| 4.     | "Hot Dog"                        | 2:19    |  |
| 5.     | "Inside Out-Upside Down"         | 2:14    |  |
| 6.     | "Love Light"                     | 2:30    |  |